# Турабад
Турабад (азерб. Turabad) — село в Зангеланском районе Азербайджана.  Расположено на правом берегу реки Охчучай, к юго-востоку от Зангелана и к северу от Миндживана, на высоте 409 м над уровнем моря.
Уроженец села — Асад Асадов — военный лётчик, Национальный герой Азербайджана.

## История
Согласно результатам Азербайджанской сельскохозяйственной переписи 1921 года, Туробат с отсёлком Бабаюглы Кубатлинского уезда Азербайджанской ССР населяли 153 человека (44 хозяйства), преобладающая национальность — тюрки азербайджанские (азербайджанцы).
В 1993 году в ходе Карабахской войны село перешло под контроль непризнанной Нагорно-Карабахской Республики. Согласно её административно-территориальному делению располагалось в Кашатагском районе НКР. Согласно резолюции СБ ООН считалось оккупированным армянскими силами.
21 октября 2020 года президент Азербайджана Ильхам Алиев объявил, что в ходе Второй Карабахской войны азербайджанская армия освободила от оккупации село Турабад.